# Tintilia del Molise

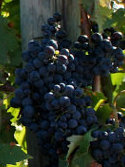
Tintilia-Weintraube

Tintilia del Molise DOC sind trockene Rot- und Roséweine aus den italienischen Provinzen Campobasso und Isernia (Region Molise). Die Weine besitzen seit 2011 eine „kontrollierte Herkunftsbezeichnung“ (Denominazione di origine controllata – Denominazione di origine controllata – DOC), die zuletzt am 7. März 2014 aktualisiert wurde.

## Anbau
Der Anbau und die Vinifikation der Weine ist in folgenden Gemeinden gestattet:
- In der Provinz Campobasso: Acquaviva Collecroce, Baranello, Boiano, Bonefro, Busso, Campobasso, Campodipietra, Campolieto, Casacalenda, Casalciprano, Castelmauro, Castelbottaccio, Castellino del Biferno, Castropignano, Colletorto, Colle d’Anchise, Ferrazzano, Fossalto, Gambatesa, Guardialfiera, Guglionesi, Larino, Limosano, Lucito, Lupara, Macchia Valfortore, Mafalda, Mirabello Sannitico, Monacilioni, Montagano, Montecilfone, Montefalcone nel Sannio, Montelongo, Montemitro, Montenero di Bisaccia, Montorio nei Frentani, Oratino, Palata, Petacciato, Petrella Tifernina, Pietracatella, Portocannone, Ripalimosani, Rotello, Salcito, Sant’Angelo Limosano, San Biase, Santa Croce di Magliano, San Felice del Molise, San Giacomo degli Schiavoni, San Giovanni in Galdo, San Giuliano di Puglia, San Martino in Pensilis, Tavenna, Toro, Tufara, Trivento, Ururi, und Vinchiaturo.
- In der Provinz Isernia: Agnone, Belmonte del Sannio, Castelverrino, Colli a Volturno, Forlì del Sannio, Fornelli, Isernia, Longano, Macchia d’Isernia, Miranda, Montaquila, Monteroduni, Pesche, Pietrabbondante, Poggio Sannita, Pozzilli und Venafro

## Erzeugung
Laut Denomination sind folgende Weintypen (mit einer vorgeschriebenen Rebsorten-Zusammensetzung) möglich:
- Tintilia del Molise rosso (auch als „Riserva“)
- Tintilia del Molise rosato

Alle Weintypen müssen zu mindestens 95 % aus der Rebsorte Tintilia bestehen. Höchstens 5 % andere rote Rebsorten, die für den Anbau in den Provinzen Campobasso und Isernia zugelassen sind, dürfen zugesetzt werden.

## Beschreibung
Laut Denomination (Auszug):

### Tintilia del Molise rosso
- Farbe: intensives Rubinrot – mit violetten Reflexen
- Geruch: weinig, intensiv, angenehm, charakteristisch
- Geschmack: trocken, harmonisch, weich, charakteristisch
- Alkoholgehalt: mindestens 11,5 Vol.-%, bei „Riserva“ mind. 13,0 Vol.-%
- Säuregehalt: mind. 4,5 g/l
- Trockenextrakt: mind. 21,0 g/l, bei „Riserva“ mind. 23 g/l

### Tintilia del Molise rosato
- Farbe: mehr oder weniger intensiv rosa
- Geruch: fruchtig, sanft
- Geschmack: trocken, frisch, harmonisch, fruchtig
- Alkoholgehalt: mindestens 11,5 Vol.-%
- Säuregehalt: mind. 4,5 g/l
- Trockenextrakt: mind. 18,0 g/l
- Gesamtzuckergehalt:  maximal 10 g/l